# Saint-Denis-du-Payré
Saint-Denis-du-Payré è un comune francese di 384 abitanti situato nel dipartimento della Vandea nella regione dei Paesi della Loira.

## Società

### Evoluzione demografica
Abitanti censiti